# Eupatrides cyclopterus
Eupatrides cyclopterus är en insektsart som först beskrevs av Wilhem de Haan 1842.  Eupatrides cyclopterus ingår i släktet Eupatrides och familjen Chorotypidae. Inga underarter finns listade i Catalogue of Life.